# 叶沿林
叶沿林（1955年9月—），男，中华人民共和国物理学家，北京大学物理学院教授，周培源物理奖获得者。曾任中国物理学会常务理事，亚洲核物理联合会主席。